# Kościół św. Andrzeja Apostoła w Suchedniowie
Kościół św. Andrzeja Apostoła w Suchedniowie – kościół parafialny w Suchedniowie.

## Historia
Wybudowany w 1752 jako ośmioboczna, nakryta kopułą kaplica z fundacji biskupa Andrzeja Załuskiego, rozbudowana w 1852 przez hrabiego Henryka Łubieńskiego - prezesa Banku Polskiego. We wnętrzu znajduje się wczesnobarokowy ołtarz główny. W nim znajdują się obrazy Matki Boskiej Częstochowskiej i św. Andrzeja oraz rzeźby św. Wincentego i św. Tadeusza. W oknach znajdują się witraże. Do wyposażenia świątyni należy także chorągiew powstańcza z 1863. W świątyni znajduje się Kaplica Włoska, poświęcona uczczeniu 50 rocznicy święceń kapłańskich papieża Jana Pawła II.

## Galeria

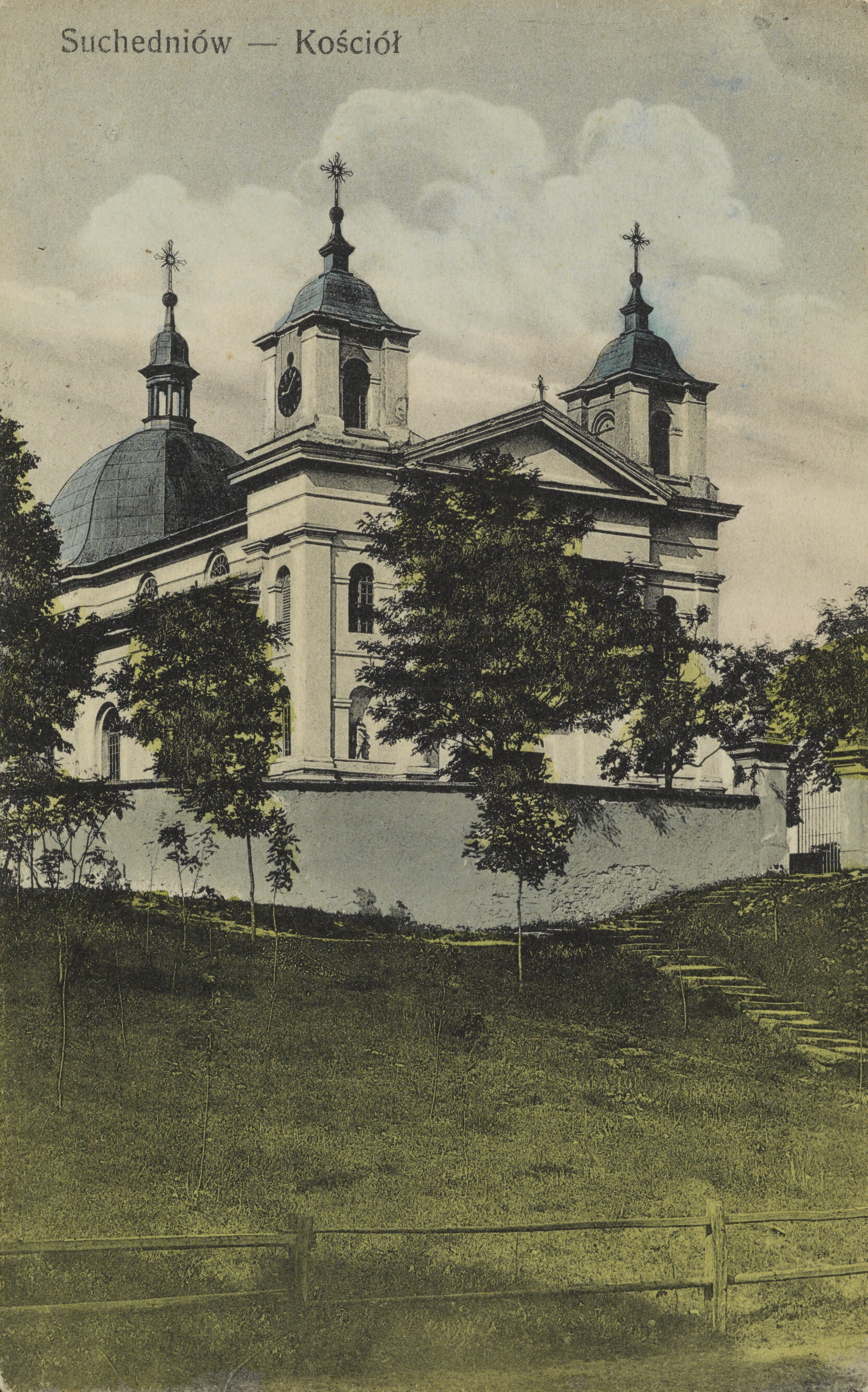
Kościół około 1908–1920
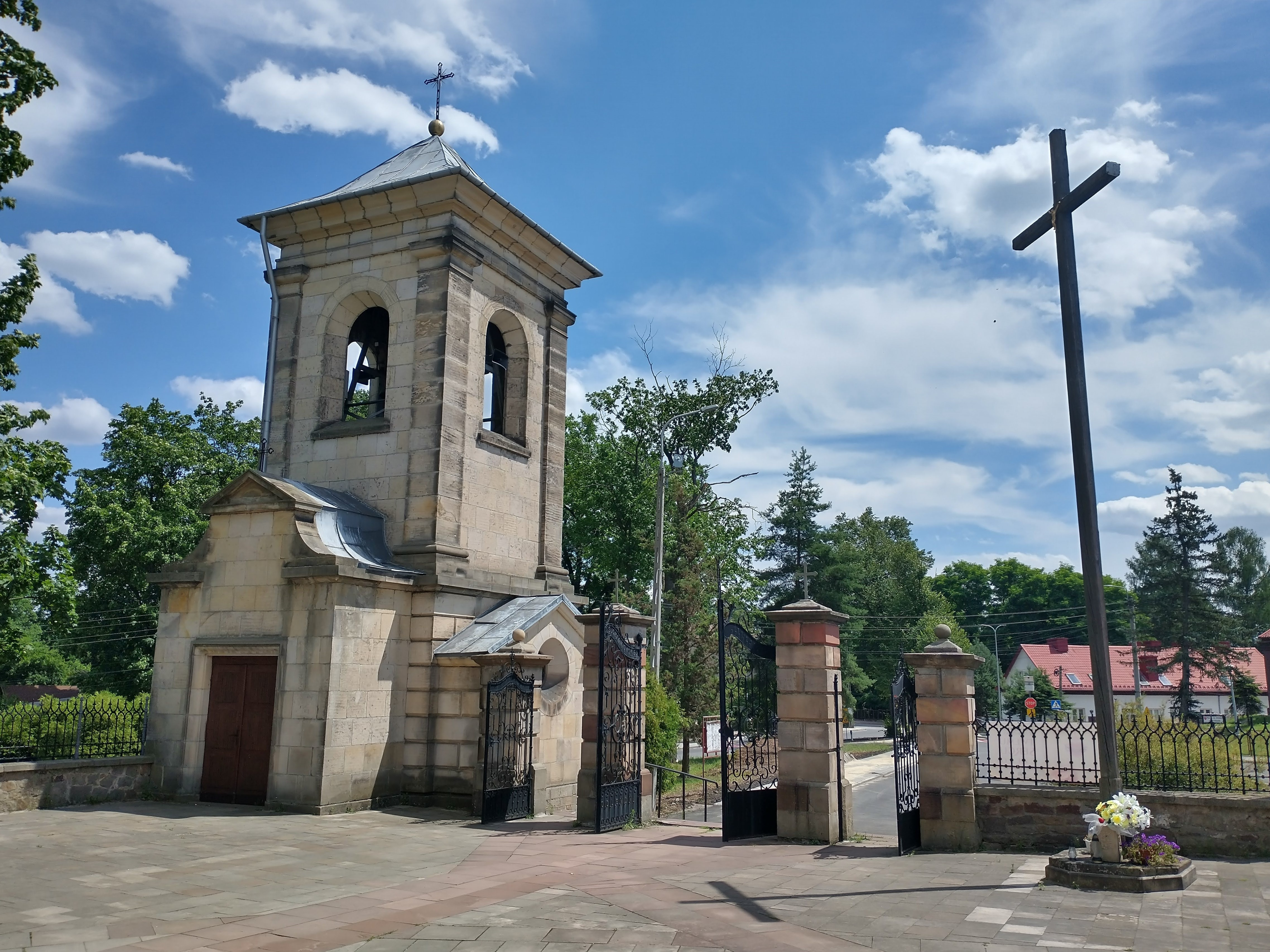
Dzwonnica
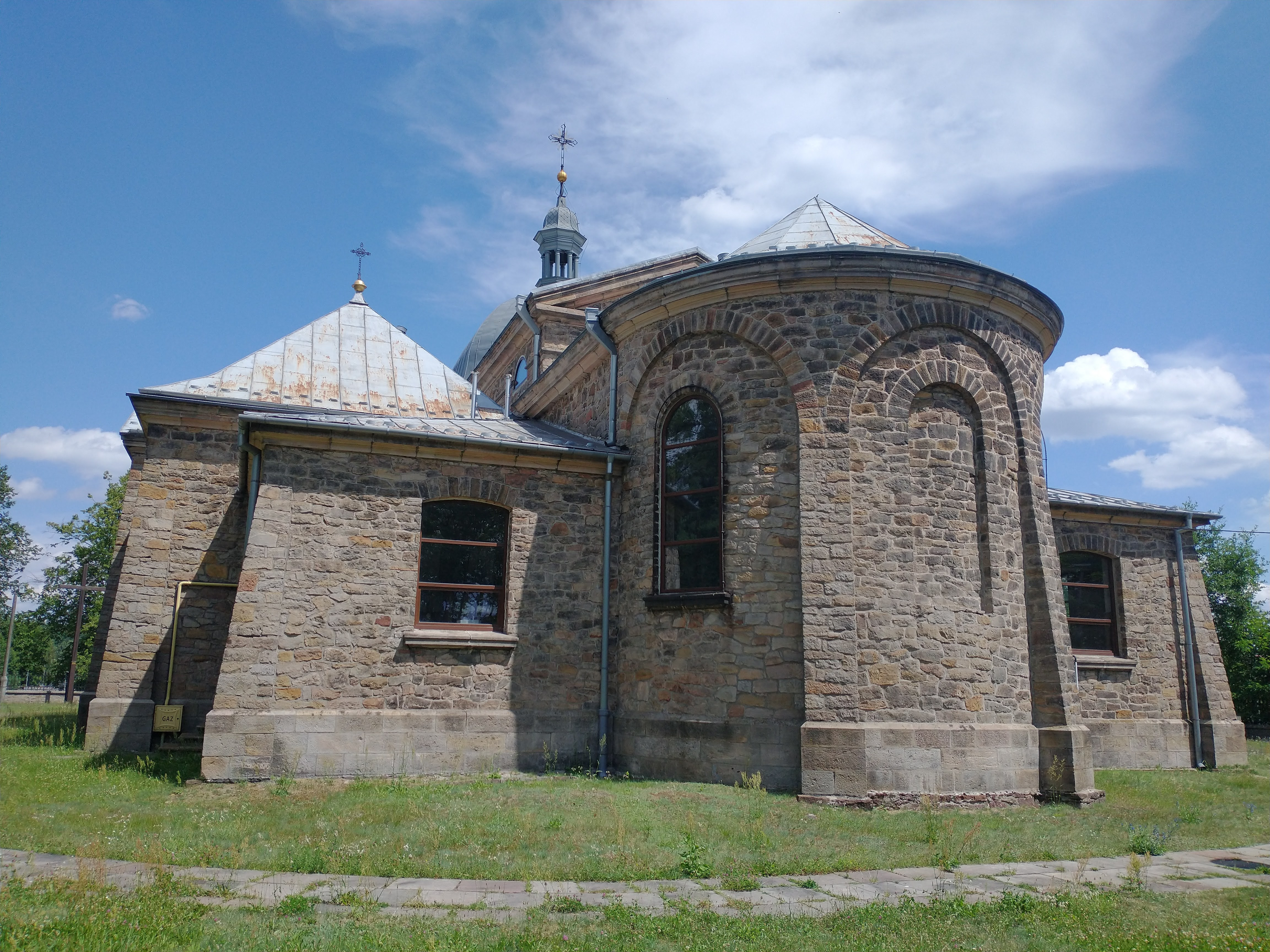
Widok od prezbiterium
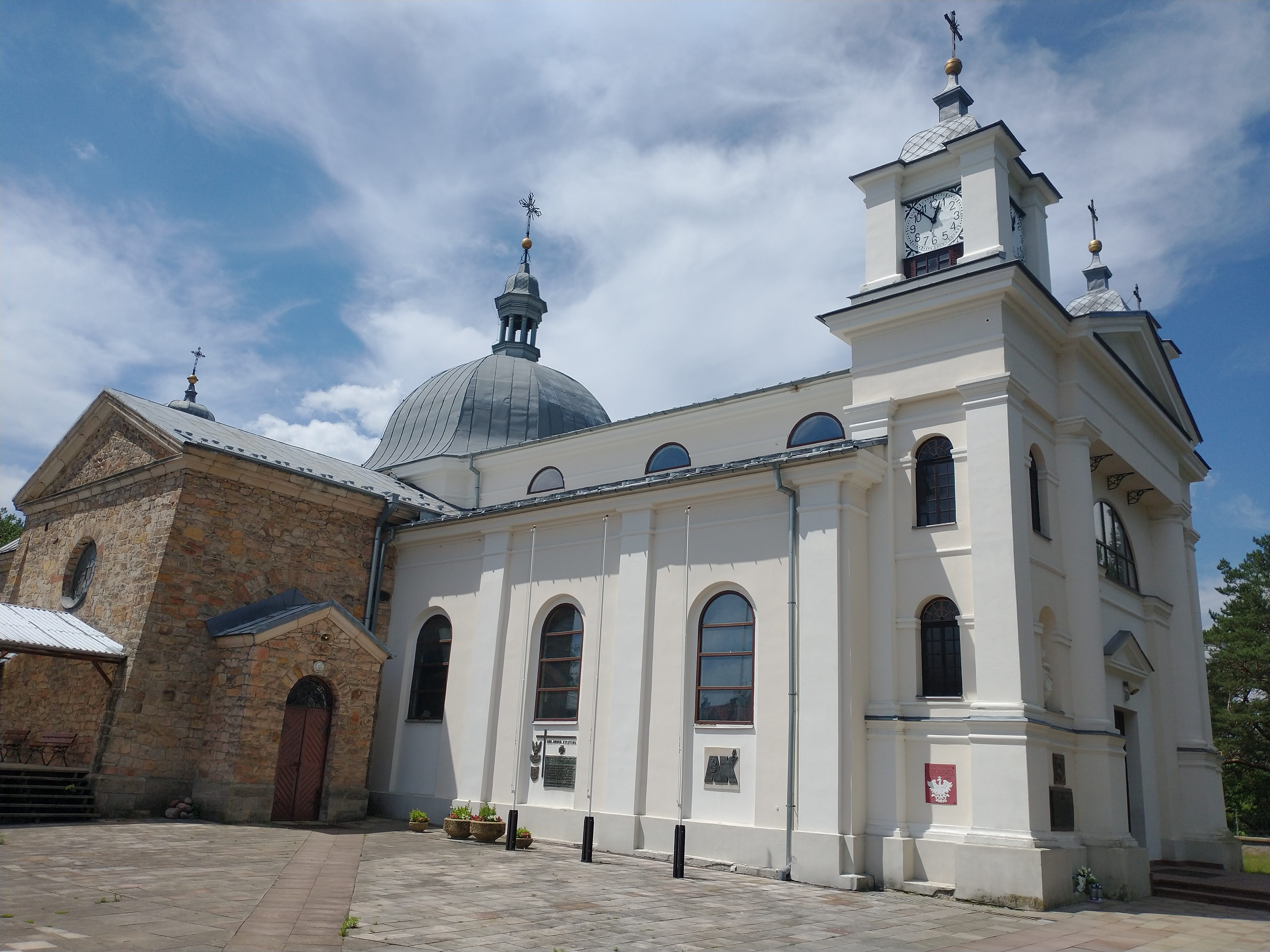
Korpus nawowy
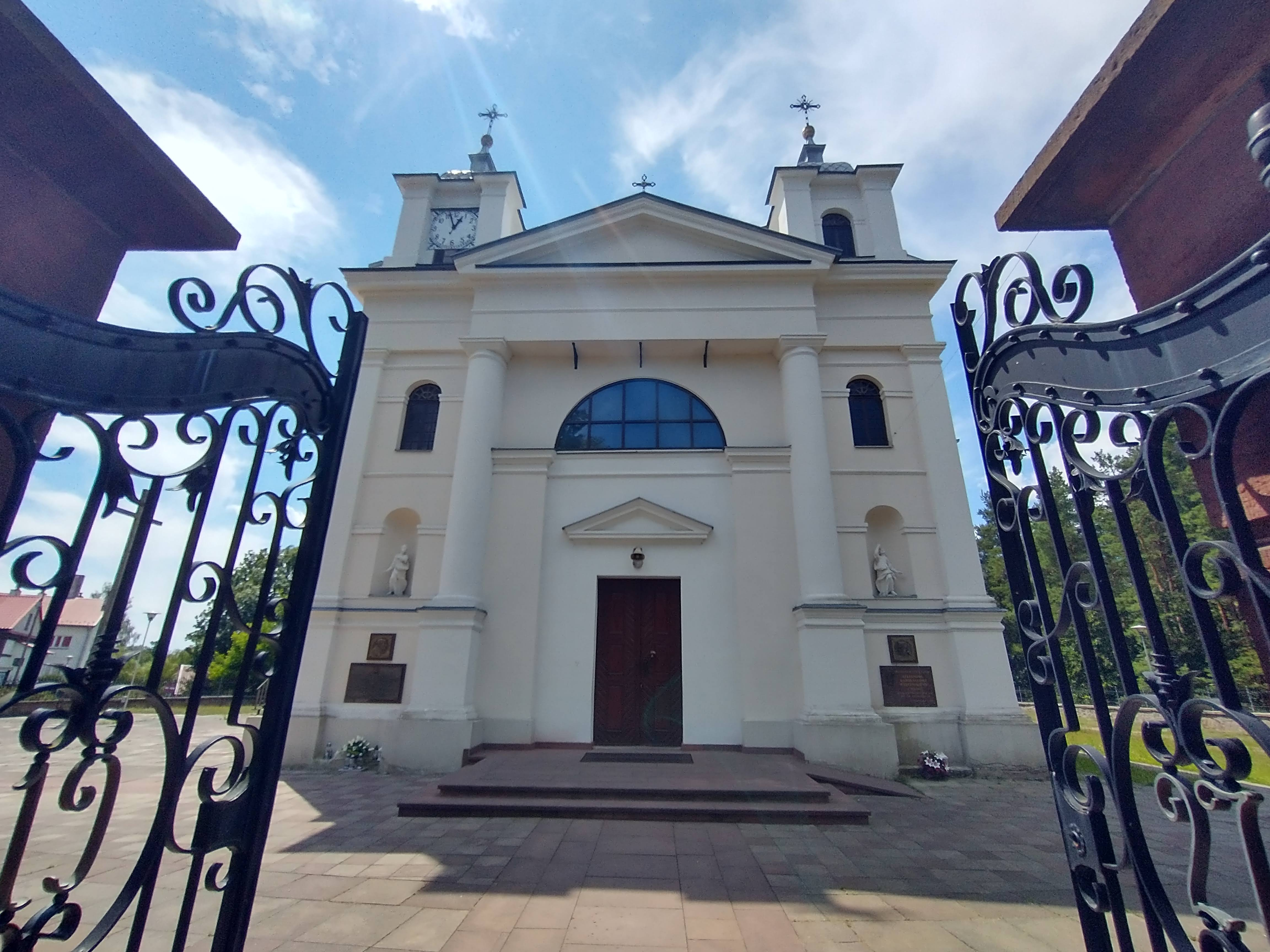
Brama i elewacja wejściowa
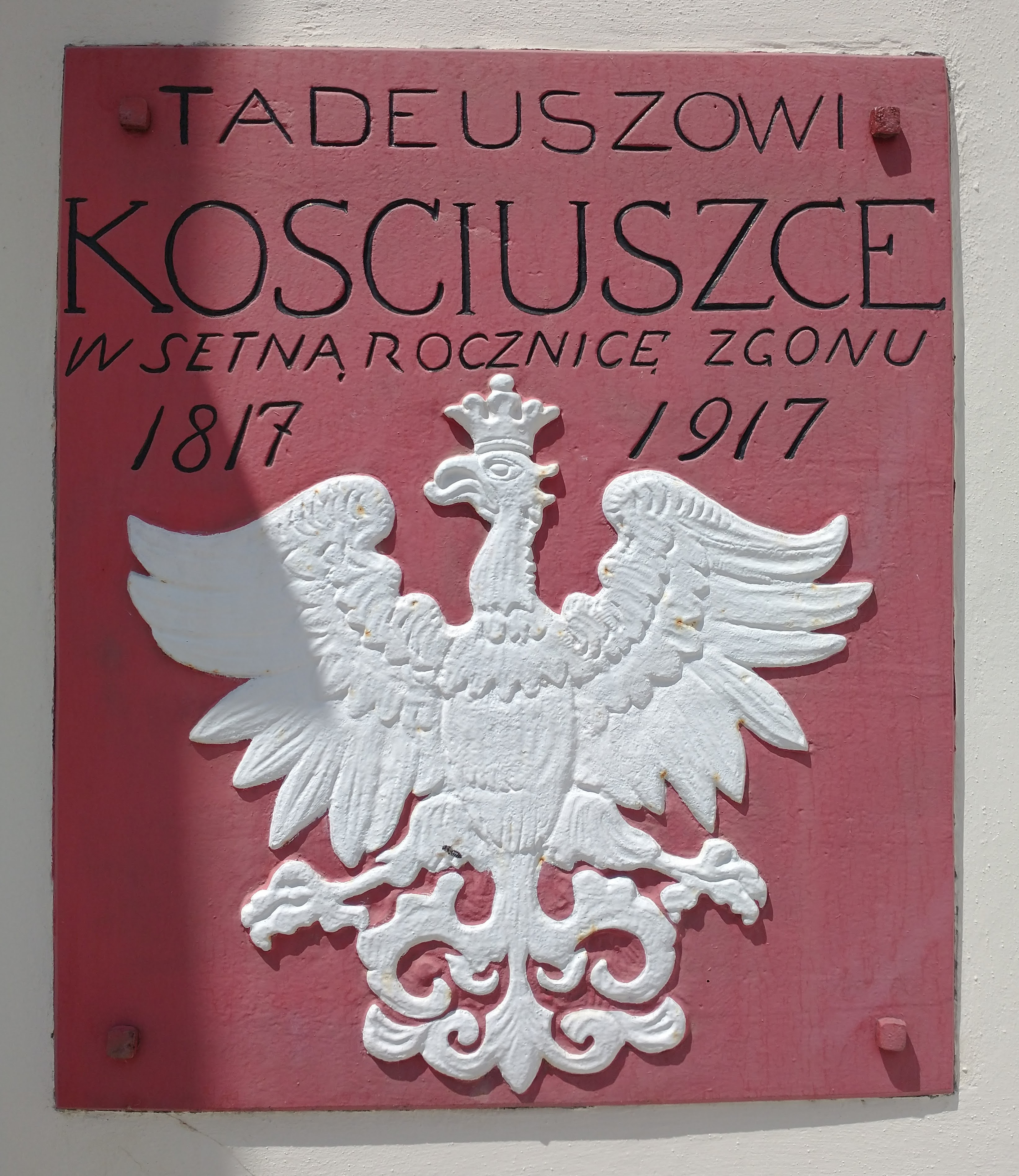
Tablica Tadeusza Kościuszki
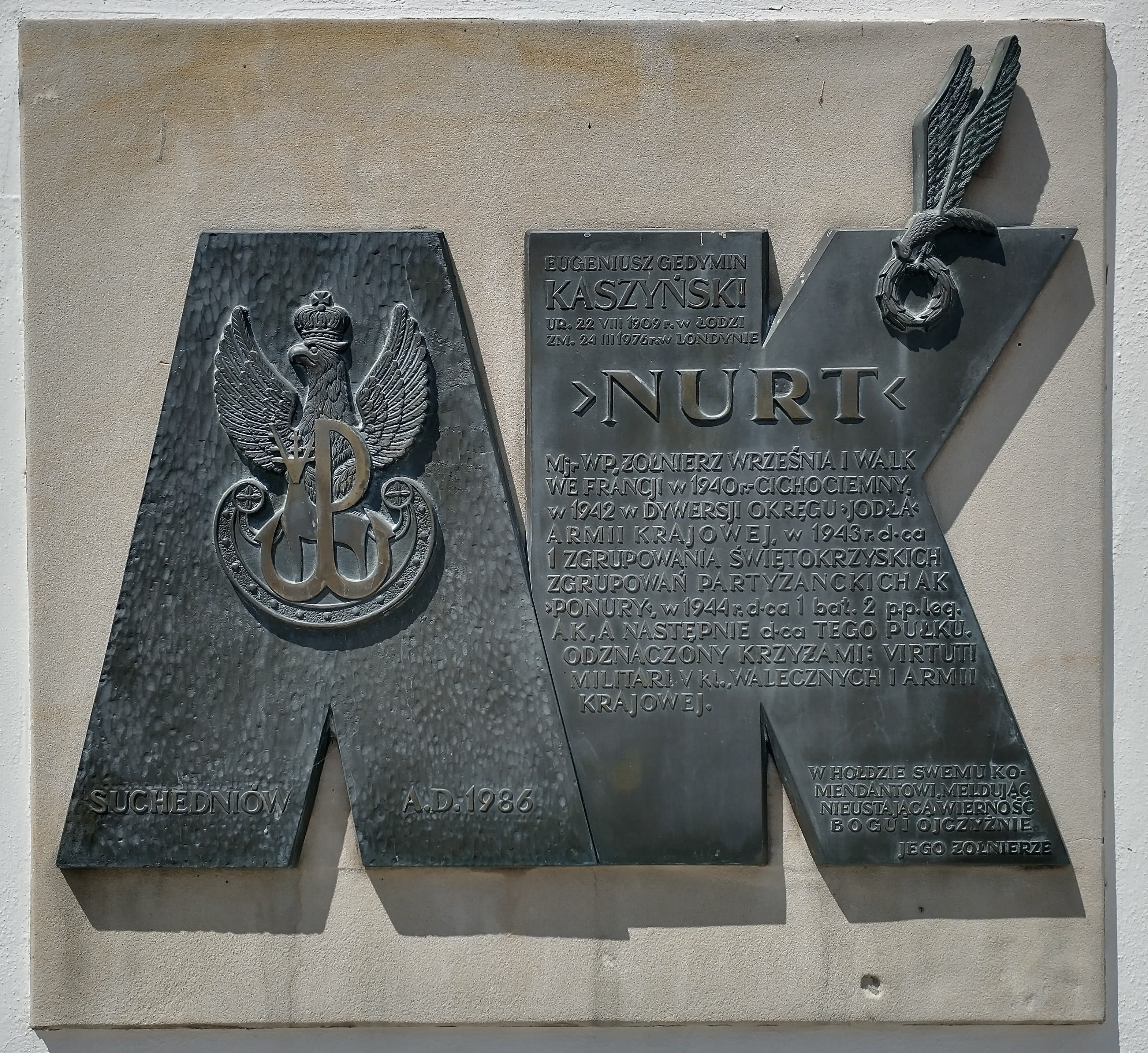
Tablica Eugeniusza Kaszyńskiego